# Lincoln MKS
Lincoln MKS (укр. Лінкольн Марк Ес) — повнорозмірний люксовий седан, що випускався підрозділом люксових автомобілів від Ford — Lincoln.

## Опис

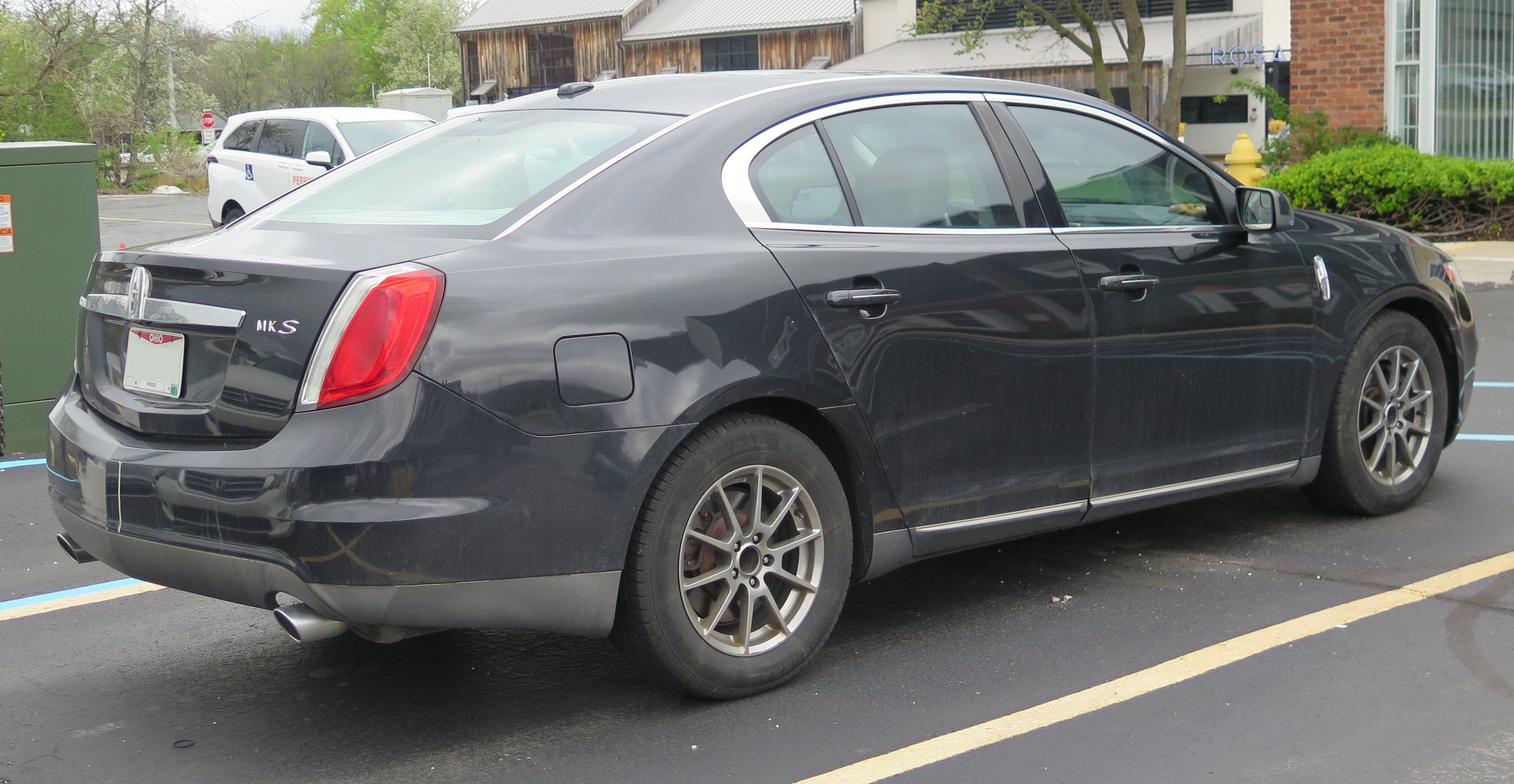
Lincoln MKS (2008-2012)

Вперше (як концепт-кар) представлений на Північноамериканському міжнародному автосалоні в січні 2006 року. 
У листопаді 2007 року на автосалоні в Лос-Анджелесі був представлений вже готовий автомобіль. Випуск почався в травні 2008 року. Це була флагманська модель Lincoln, вічним конкурентом якої є Cadillac. У модельному ряду знаходиться вище, ніж Lincoln MKZ. Ціни в США стартували з позначки 41 500 $. 
У 2012 році повністю замінив Lincoln Town Car.

## Двигуни

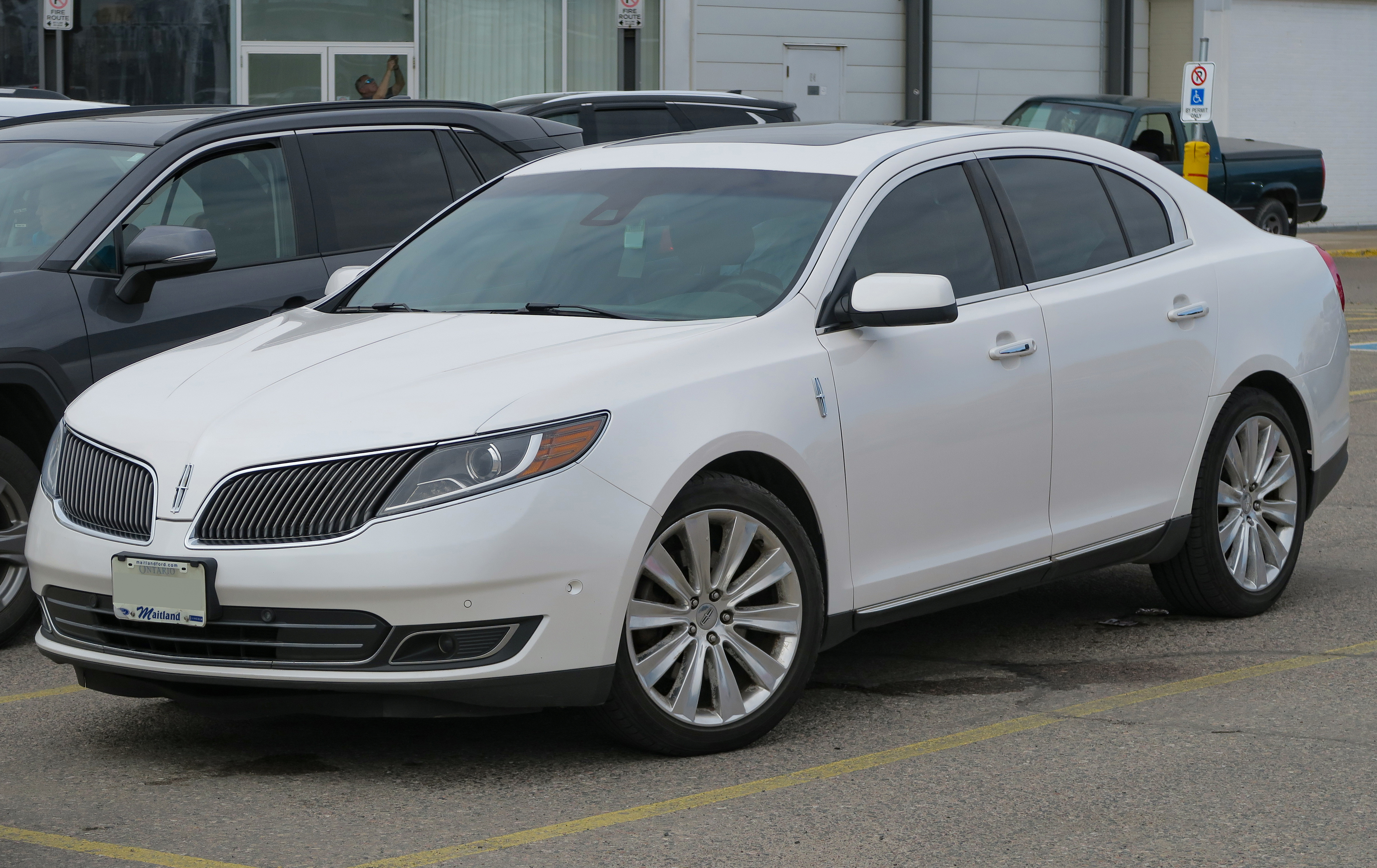
Lincoln MKS (2012-2016)

- 3.7 L Cyclone V6 DOHC 277 к.с. при 6250 об/хв (2009–2011)
- 3.7 L Cyclone V6 Ti-VCT DOHC 305 к.с. при 6500 об/хв (2012–2016)
- 3.5 L EcoBoost V6 DOHC 360 к.с. при 5700 об/хв (2010-2012)
- 3.5 L EcoBoost V6 DOHC 365 к.с. при 5500 об/хв (2013-2016)

## Продажі в США

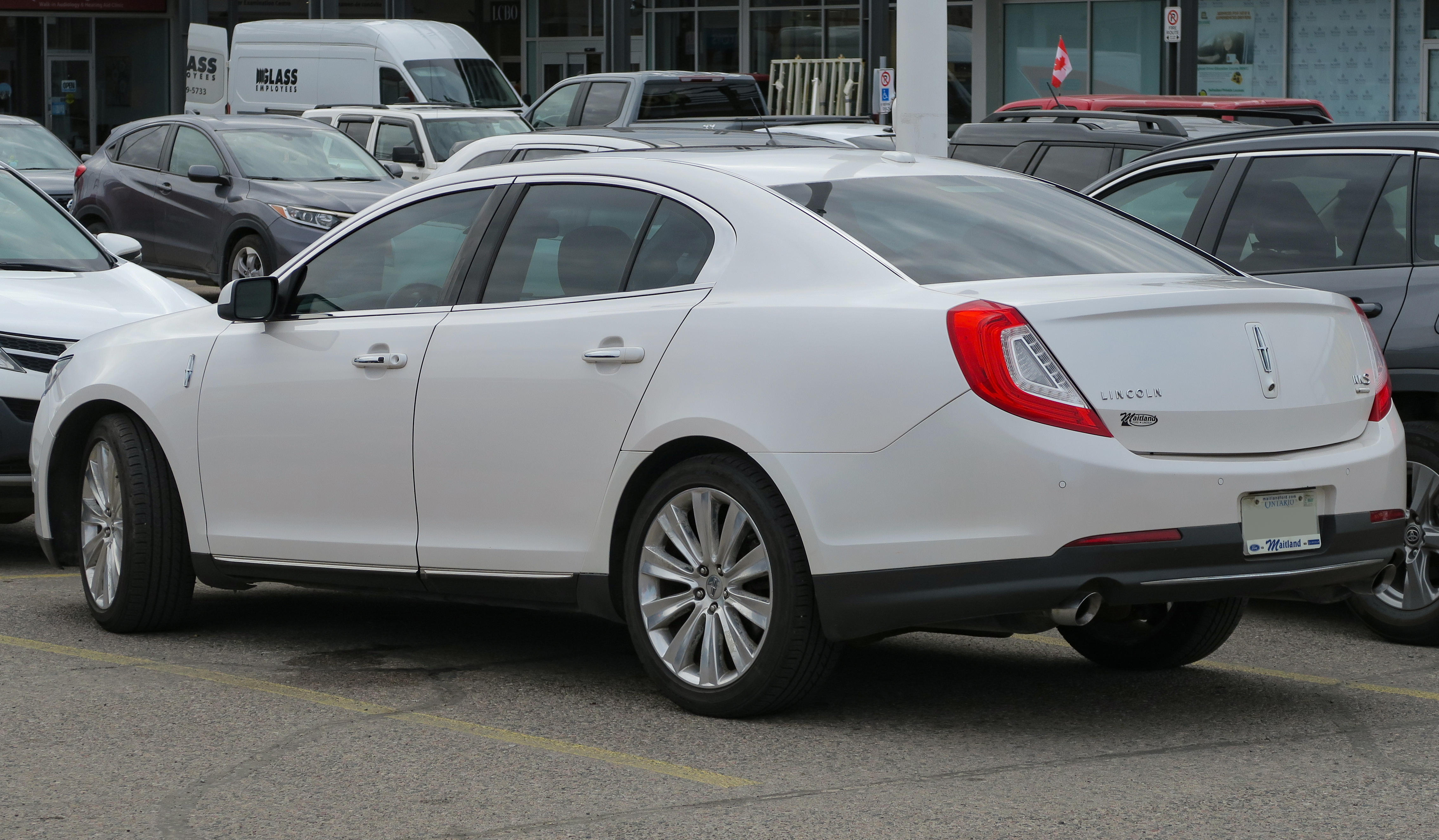
Lincoln MKS (2012-2016)

| Календарний рік | Всього авто |
| --------------- | ----------- |
| 2008            | 12,982      |
| 2009            | 17,174      |
| 2010            | 14,417      |
| 2011            | 12,217      |
| 2012            | 12,524      |
| 2013            | 10,793      |
| 2014            | 8,160       |
| 2015            | 6,877       |
| 2016            | 4,951       |
| 2017            | 153         |
| Всього:         | 100,248     |